# Øyskjeggene
Die Øyskjeggene waren eine Gruppe norwegischer Aufständischer gegen König Sverre, die 1193 von schottischen Inseln kamen und sich in Viken festsetzten.
Der Lehnsmann Hallkjell Jonsson und seine Frau Ragnhild, Schwester von König Magnus Erlingsson entwickelte 1190 einen Plan, König Sverre zu stürzen. Olav Jarlsmåg, ein Schwager von Jarl Harald Maddaðsson von Orkney, war ebenfalls eine Hauptperson des Aufstandes. Desgleichen war auch Sigurd dabei, ein unehelicher Sohn von Jarl Erling. König Sverre beschuldigte später Bischof Nikolas Arnason von Oslo, er habe den Aufstand angestiftet.
Der Plan sah vor, dass Hallkjell zunächst Sigurd Magnusson, dessen Vormund er noch war, zu Olav Jarlsmåg bringen sollte. Dieser hatte große Besitzungen auf den Shetlandinseln, so dass es unverdächtig war, ihn dorthin außer Landes zu bringen. Dies geschah 1192. Im Jahr darauf fuhr Olav mit Sigurd nach Orkney, wo ein Treffen mit führenden Aufständischen, unter anderen Hallkjell Jonsson stattfand. Dazu gehörte auch der Jarl Harald Maddadsson, der Sigurd gewogen war, weil dessen Vater König Magnus mit dem Orkneyjarl gut befreundet gewesen war. Harald erteilte allen, die mit Sigurd ziehen wollten, die Genehmigung für die Fahrt. Außerdem erhielt Sigurd bereits in Orkney den Königsnamen. Viele schworen ihm dort die Treue und der junge König erhielt großen Zulauf von den Shetlandinseln und den Orkneys. Die Mannschaft erhielt die Bezeichnung Øyskjeggene (Inselbärte).
Im Sommer 1193 gelangten die Øyskjeggene nach Viken, wo Sigurd auf dem Haugating zum König ausgerufen wurde. Sie gingen friedlich vor und plünderten nicht. Nach einem Kampf in Borg zogen sich die Birkebeiner ins Landesinnere zurück, und es gab keinen Widerstand mehr in Viken. Im Herbst fuhren sie nach Norden und unterwarfen das ganze Gebiet südlich von Stad und erhoben Abgaben und Steuern. 1193 bis 1194 saß Sigurd mit seiner Hauptstreitmacht in Bergen. Dort hatte er großen Zulauf.
Zur Fastenzeit 1194 stieß König Sverre von Norden her vor. Am 3. April kam es zur Seeschlacht bei Florvåg an der Südostseite von Askøy nordwestlich von Bergen. Die Øyskjegger waren zunächst im Vorteil, und die Birkebeiner mussten sich zurückziehen. Hallkjell war hier der bessere Taktiker. Aber als die Øyskjeggene die Birkebeiner verfolgen wollten, stellte sich heraus, dass ihre Riemen unbrauchbar waren. So trieben sie manövrierunfähig in der Strömung. Da kehrten die Birkebeiner um und griffen die Schiffe der Øyskjeggene einzeln an. Sigurd sprang über bord und wurde im Wasser schwimmend getötet. Hallkell Jonsson und seine Mannen fielen auf ihrem Schiff. Fast die gesamte Streitmacht wurde aufgerieben. Die Leiche Sigurds fand man einige Zeit später. Die Überlebendes der Aufständischen schlossen sich kurz darauf den Baglern an.